# Morula didyma
Morula didyma är en snäckart som först beskrevs av Jeanne Sanderson Schwengel 1943.  Morula didyma ingår i släktet Morula och familjen purpursnäckor. Inga underarter finns listade i Catalogue of Life.